# Middlemost Post
Middlemost Post (Middlemost: Aventura postal en Hispanoamérica y Middlemost: Servicio postal en España) es una serie de televisión de comedia animada estadounidense creada por John Trabbic III que se estrenó en Nickelodeon el 9 de julio de 2021.

## Argumento
Parker J. Cloud, una antigua nube de lluvia, su amigo Angus y la morsa mascota Russell reparten correo por todo el Monte Middlemost.

## Personajes

### Protagonista
- Parker J. Cloud (con la voz de Becky Robinson)[3]
- Angus Roy Shackelton (voz de John DiMaggio)[3]
- Lily (con la voz de Kiren)[3]
- Alcalde Peeve (con la voz de Colton Dunn)[3]
- Ryan (expresado por Johnny Pemberton)[3]

### Invitados especiales
- Old Skool (con la voz de Del the Funky Homosapien)[4]
- Hombre Halcón (con la voz de Tony Hawk)[5]

| Personaje              | Actor de voz original            | Actor de doblaje Venezuela | Temporada              |
| Personajes principales | Personajes principales           | Personajes principales     | Personajes principales |
| ---------------------- | -------------------------------- | -------------------------- | ---------------------- |
| Parker J. Cloud        | Becky Robinson                   | María Fernanda González    | 1.ª-2.ª                |
| Angus Roy Shackelton   | John DiMaggio                    | Abraham Aguilar            | 1.ª-2.ª                |
| Personajes secundarios |                                  |                            |                        |
| Lily                   | Kiren                            | Dubraska Olivero           | 1.ª-2.ª                |
| Alcalde Peeve          | Colton Dunn                      | Henrique Palacios          | 1.ª-2.ª                |
| Ryan                   | Johnny Pemberton                 | Yuneidy Reyes              | 1.ª-2.ª                |
| Sra.Pam                | Kamali Minter                    | María Fernanda Febres      | 1.ª-2.ª                |
| Nancy                  | Kamali Minter                    | Stefany Solórzano          | 1.ª-2.ª                |
| Sra. Short             | Kamali Minter                    | María Estefanía Bello      | 1.ª-2.ª                |
| Gordy                  | John DiMaggio                    | Douglas Mendoza            | 1.ª-2.ª                |
| Chico Roca             | John DiMaggio                    | Douglas Mendoza            | 1.ª-2.ª                |
| Doug                   | Dave H. Johnson                  | Douglas Mendoza            | 1.ª-2.ª                |
| Terry                  | Dave H. Johnson                  | Jonathan José Avilán       | 1.ª-2.ª                |
| El Drizz               | John DiMaggio                    | Pablo Nayip Rodríguez      | 1.ª-2.ª                |
| Stewart                | John DiMaggio (primeros eps.)    | Juan Guzmán                | 1.ª-2.ª                |
| Stewart                | John Trabbic III (resto)         | Juan Guzmán                | 1.ª-2.ª                |
| Reggies                | John Trabbic III/Dave H. Johnson | Manuel Arias               | 1.ª                    |
| Reggies                | John Trabbic III/Dave H. Johnson | Erick Bohórquez            | 2.ª                    |
| Brad                   | Dave H. Johnson                  | Andrew Pérez               | 1.ª-2.ª                |
| Roger                  | ¿?                               | Humber Mirabal             | 1.ª-2.ª                |
| Dewayne                | John Trabbic III                 | Heysemberd de la Rosa      | 1.ª                    |
| Dewayne                | John Trabbic III                 | Anthony Alvarado           | 2.ª                    |
| Alarmas                | Dave H. Johnson                  | Erick Bohórquez            | 1.ª                    |
| Alarmas                | Dave H. Johnson                  | Humber Mirabal             | 2ª                     |
| Postbot                | Dave H. Johnson                  | Manuel Arias               | 1.ª-2.ª                |
| Vendedor               | John DiMaggio                    | Charlierick Jhonnson       | 1.ª (ep. 5)            |
| Vendedor               | John DiMaggio                    | José Silvera               | 1.ª-2.ª                |
| Pebble                 | ¿?                               | Gabriela Piñango           | 1.ª-2.ª                |
| Frank                  | Colton Dunn                      | Alexis Bonilla             | 1.ª-2.ª                |
| Clair                  | Kamali Minter                    | Yojeved Meyer              | 1.ª-2.ª                |
| Ariel                  | Michaela Dietz                   | Abigaly Claro              | 1.ª-2.ª                |
| Dama del árbol         | Barbara Goodson                  | Carmen Suárez              | 1.ª-2.ª                |
| Syd                    | Kamali Minter                    | Yojeved Meyer              | 1.ª-2.ª                |
| Santa                  | Dave H. Johnson                  | Walter Claro               | 1.ª                    |
| Santa                  | Rob Riggle                       | Kevin García               | 2.ª (ep. 10)           |
| Bernie                 | John Trabbic III                 | Victor Piñango             | 1.ª (ep. 19)           |
| Bernie                 | John Trabbic III                 | Ricardo Benitez            | 2.ª (ep. 10)           |
| Ronda                  | Becky Robinson                   | Santiago Leal              | 1.ª (ep. 20)           |
| Ronda                  | Becky Robinson                   | Gabriela Escala            | 2.ª (ep. 11)           |
| Otros                  |                                  |                            |                        |
| Insertos               | N/A                              | Rubén Pérez                | 1.ª-2.ª                |

## Producción
El 16 de junio de 2020, se anunció que Nickelodeon había encargado la serie al director del guion gráfico de SpongeBob SquarePants, John Trabbic III. La serie de 20 episodios es producida por Nickelodeon Animation Studio, y el trabajo se realiza de forma remota durante la pandemia de COVID-19. ¡La animación está hecha por Yowza! Animación en Canadá. El 18 de marzo de 2021, se reveló a través del programa inicial de Nickelodeon 2021 que la serie se estrenaría en julio de 2021. El 17 de junio de 2021, se anunció que la serie se estrenaría el 9 de julio de 2021 y el primer tráiler para la serie fue lanzado.
El 24 de marzo de 2022, la serie fue renovada por una segunda temporada de 13 episodios, que se estrenó el 2 de agosto de 2022.

## Episodios
| Temporada | Temporada | Episodios         | Episodios         | Emisión original    | Emisión original      |
| Temporada | Temporada | Episodios         | Episodios         | Primera emisión     | Última emisión        |
| --------- | --------- | ----------------- | ----------------- | ------------------- | --------------------- |
|           | 1         | 20 (38 segmentos) | 20 (38 segmentos) | 9 de julio de 2021  | 1 de agosto de 2022   |
|           | 2         | 13 (24 segmentos) | 13 (24 segmentos) | 2 de agosto de 2022 | 21 de octubre de 2022 |

### Temporada 1
| N.º serie | N.º temp. | Título | Fecha de emisión original | Fecha de Latinoamérica                                   | Código de prod. | Audiencia (millones) |
| --------- | --------- | --- | ------------------------- | -------------------------------------------------------- | --------------- | -------------------- |
| 1         | 1         | «Nuestra primera entrega / Pequeños quehaceres» «First Delivery / Chore or Less»                                                   | 9 de julio de 2021        | 10 de enero de 2022                                      | 101             | 0.47                 |
| 2         | 2         | «¡BURT! El musical / Domingo aburrido» «BURT! The Musical / Sunday No FunDay»                                                      | 16 de julio de 2021       | 11 de enero de 2022                                      | 102             | 0.28                 |
| 3         | 3         | «Robo-cartero 3000 / La nube hace pum» «POSTBOT 3000 / Boom Goes the Cloud»                                                        | 23 de julio de 2021       | 12 de enero de 2022                                      | 103             | 0.40                 |
| 4         | 4         | «Lo llamé bigotes / Cómo Angus recuperó su gorro» «I Named It Whiskers / How Angus Got His Groove Back»                            | 30 de julio de 2021       | 13 de enero de 2022                                      | 104             | 0.31                 |
| 5         | 5         | «El diente que duele / La tostada de Middlemost» «The Tooth Hurts / The Middlemost Toast»                                          | 6 de agosto de 2021       | 14 de enero de 2022                                      | 105             | 0.39                 |
| 6         | 6         | «Mi amigo Buddy / Cartas de amor» «My Buddy, Buddy / Love Letters»                                                                 | 13 de agosto de 2021      | 17 de enero de 2022 (106A)18 de enero de 2022 (106B)     | 106             | 0.27                 |
| 7         | 7         | «Historias de terror para contarle a tu nube / Concurso de calabazas» «Scary Stories to Tell Your Cloud / Ultimate Fighting Cloud» | 22 de octubre de 2021     | 28 de octubre de 2022                                    | 114             | 0.38                 |
| 8         | 8         | «Parker oscuro» «Darker Parker» | 29 de octubre de 2021     | 19 de enero de 2022                                      | 107A            | 0.46                 |
| 9         | 9         | «La dama del árbol» «Lady of the Tree»                                                                                             | 5 de noviembre de 2021    | 20 de enero de 2022                                      | 107B            | 0.36                 |
| 10        | 10        | «Parker salva la Navidad» «Parker Saves Christmas»                                                                                 | 3 de diciembre de 2021    | 19 de diciembre de 2022                                  | 118             | 0.28                 |
| 11        | 11        | «Sé Lo Que Hiciste la Entrega Pasada» «I Know What You Did Last Mall-Off»                                                          | 21 de enero de 2022       | 6 de mayo de 2022                                        | 115             | 0.24                 |
| 12        | 12        | «La Pijamada / La Palabra con 'B» «The Sleepover / The "B" Word»                                                                   | 28 de enero de 2022       | 21 de enero de 2022 (108A)24 de enero de 2022 (108B)     | 108             | 0.34                 |
| 13        | 13        | «El Mejor Amigo de Perro / Fuera de Forma» «Dog's Best Friend / Out of Shape»                                                      | 4 de febrero de 2022      | 25 de enero de 2022 (109A)26 de enero de 2022 (109B)     | 109             | 0.23                 |
| 14        | 14        | «Parker Premium / La Tostada del Pueblo» «Parker Premium / Toast of the Town»                                                      | 11 de febrero de 2022     | 27 de enero de 2022 (110A)28 de enero de 2022 (110B)     | 110             | 0.28                 |
| 15        | 15        | «Fuerza Ariel Uno / Arañoso» «Ariel Force One / Itsy Bitsy»                                                                        | 18 de febrero de 2022     | 14 de febrero de 2022 (111A)15 de febrero de 2022 (111B) | 111             | 0.25                 |
| 16        | 16        | «Donde Todos se Llaman Reggie / Siempre lo Mismo» «They're All Named Reggie / The Same Ol' Same»                                   | 25 de febrero de 2022     | 16 de febrero de 2022 (112A)17 de febrero de 2022 (112B) | 112             | 0.37                 |
| 17        | 17        | «La Nube del Mes / El Plomero» «Cloud of the Month / A Plumber»                                                                    | 4 de marzo de 2022        | 18 de febrero de 2022 (113A)21 de marzo de 2022 (113B)   | 113             | 0.25                 |
| 18        | 18        | «Dolores Mustia / P.I.R.A.T.A» «Dolores Moody / P.I.R.A.T.E»                                                                       | 29 de abril de 2022       | 22 de marzo de 2022 (116A)23 de marzo de 2022 (116B)     | 116             | 0.24                 |
| 19        | 19        | «Dentro de Russell / Las Crónicas del Hoyo Apetoso» «Inside Russell / The Stinkhole Chronicles»                                    | 6 de mayo de 2022         | 24 de marzo de 2022 (117A)25 de marzo de 2022 (117B)     | 117             | 0.22                 |
| 20        | 20        | «El Pelo Fugitivo / Parker va a Dentista» «Hair Today Gone Tomorrow / Dentist Trip»                                                | 13 de mayo de 2022        | 18 de abril de 2022 (119A)19 de abril de 2022 (119B)     | 119             | 0.23                 |
| 21        | 21        | «Ranchera al Costado / Rey Nube vs. Smogzilla» «Ranch on the Side / King Cloud vs. Smogzilla»                                      | 1 de agosto de 2022       | 20 de abril de 2022 (120A)21 de abril de 2022 (120B)     | 120             | 0.29                 |

### Temporada 2
| N.º serie | N.º temp. | Título | Fecha de emisión original | Fecha de Latinoamérica   | Código de prod. | Audiencia (millones) |
| --------- | --------- | --- | ------------------------- | ------------------------ | --------------- | -------------------- |
| 22        | 1         | «Parker se vuelve rico / La máxima nube luchadora» «Parker Gets Rich / Ultimate Fighting Cloud»                   | 2 de agosto de 2022       | 19 de septiembre de 2022 | 201             | 0.28                 |
| 23        | 2         | «Parker atrapa al pajarito / Ancla Shackleton» «Parker Gets the Bird / Anchor Shackleton»                         | 3 de agosto de 2022       | 20 de septiembre de 2022 | 202             | 0.30                 |
| 24        | 3         | «Trabajo extra / Burt puede hablar» «Side Hustle / Burt Speaks»                                                   | 4 de agosto de 2022       | 21 de septiembre de 2022 | 203             | 0.19                 |
| 25        | 4         | «Campistas infelices / Duendes 2» «Unhappy Campers / Leprechauns 2»                                               | 8 de agosto de 2022       | 22 de septiembre de 2022 | 204             | 0.21                 |
| 26        | 5         | «Parker deportista / Hora del hamster» «Sporty Parker / Hammy Time»                                               | 9 de agosto de 2022       | 23 de septiembre de 2022 | 205             | 0.28                 |
| 27        | 6         | «Alcaldesa Ariel» «Mayor Ariel»                                                                                   | 10 de agosto de 2022      | 24 de octubre de 2022    | 206             | 0.21                 |
| 28        | 7         | «Hombre halcón / Buena mermelada» «Hawk Man / Jammy Good!»                                                        | 11 de agosto de 2022      | 25 de octubre de 2022    | 207             | 0.22                 |
| 29        | 8         | «El aplastador de cajas / Ojos coloreados» «The Box Smusher / Tie Dye Eye»                                        | 15 de agosto de 2022      | 26 de octubre de 2022    | 208             | 0.24                 |
| 30        | 9         | «El regalo del traje mecánico / El hechizo del peor escenario» «The Gift of the Mech Suit / Worst Curse Scenario» | 16 de agosto de 2022      | 27 de octubre de 2022    | 209             | 0.20                 |
| 31        | 10        | «Verano de santa» «Summer Santa»                                                                                  | 17 de agosto de 2022      | 28 de octubre de 2022    | 210A            | 0.22                 |
| 32        | 11        | «Cerrado por metamorfosis» «Closed for Cocooning»                                                                 | 18 de agosto de 2022      | 28 de octubre de 2022    | 210B            | 0.22                 |
| 33        | 12        | «Al narval, con cariño» «To Narwhal, With Love»                                                                   | 22 de agosto de 2022      | 14 de noviembre de 2022  | 211A            | 0.23                 |
| 34        | 13        | «Amor y odio en Fuenteamarilla» «Fear and Loathing in Yellow Springs»                                             | 23 de agosto de 2022      | 15 de noviembre de 2022  | 211B            | 0.24                 |
| 35        | 14        | «Pam y Mermelada» «Pam & Jelly»                                                                                   | 24 de agosto de 2022      | 16 de noviembre de 2022  | 213A            | 0.30                 |
| 36        | 15        | «Dentro de Angus» «Inside Angus»                                                                                  | 25 de agosto de 2022      | 17 de noviembre de 2022  | 213B            | 0.21                 |
| 37        | 16        | «Más historias de miedo que contarle a tu nube» «More Scary Stories to Tell Your Cloud»                           | 21 de octubre de 2022     | 31 de octubre de 2022    | 212             | 0.11                 |